# Dị thường tâm sai
Trong cơ học quỹ đạo, dị thường tâm sai là một tham số góc xác định vị trí của một vật thể chuyển động trên một quỹ đạo Kepler hình elip. Dị thường tâm sai là một trong ba tham số góc ("dị thường") xác định vị trí trên một quỹ đạo, hai tham số kia là dị thường thực và dị thường trung bình.

## Biểu diễn hình học
Xét elip với phương trình cho bởi:
{\displaystyle {\frac {x^{2}}{a^{2}}}+{\frac {y^{2}}{b^{2}}}=1,}

Dị thường tâm sai của điểm P là góc E. Tâm của elip là điểm C, và tiêu điểm chính là điểm F.

trong đó a là bán trục lớn và b là bán trục bé.
Đối với một điểm trên elip, P = P(x, y), thể hiện vị trí của một vật thể quay trên quỹ đạo elip, dị thường tâm sai là góc E trong hình bên. Dị thường tâm sai E là góc ở tâm C của một tam giác vuông với một cạnh kề nằm trên trục lớn của elip, cạnh huyền có độ dài bằng a (bán trục lớn); và cạnh đối đi qua điểm P vuông góc với trục lớn và cắt vòng tròn phụ bên ngoài có bán kính a tại điểm P′ .
Dị thường tâm sai được đo cùng chiều với dị thường thực, ký hiệu trên hình bởi f. Dị thường tâm sai E được tính theo các tọa độ và các bán trục bởi các công thức:
{\displaystyle \cos E={\frac {x}{a}},}
và
{\displaystyle \sin E={\frac {y}{b}}}
Công thức thứ hai được thiết lập bởi liên hệ
{\displaystyle \left({\frac {y}{b}}\right)^{2}=1-\cos ^{2}E=\sin ^{2}E},
từ đó suy ra sin E = ±y/b, loại nghiệm âm vì nó đi trên elip theo chiều ngược. Ngoài ra, cũng có thể suy ra công thức thứ hai bằng cách xét một tam giác vuông đồng dạng, với cạnh đối có độ dài y bằng khoảng cách từ P tới trục lớn, và cạnh huyền của nó b bằng bán trục bé của elip.

## Công thức

### Khoảng cách và dị thường tâm sai
Độ lệch tâm hay tâm sai e được định nghĩa là:
{\displaystyle e={\sqrt {1-\left({\frac {b}{a}}\right)^{2}}}\ .}
Áp dụng định lý Pythagoras với tam giác có độ dài cạnh huyền r (khoảng cách FP):
{\displaystyle {\begin{aligned}r^{2}&=b^{2}\sin ^{2}E+(ae-a\cos E)^{2}\\&=a^{2}\left(1-e^{2}\right)\left(1-\cos ^{2}E\right)+a^{2}\left(e^{2}-2e\cos E+\cos ^{2}E\right)\\&=a^{2}-2a^{2}e\cos E+a^{2}e^{2}\cos ^{2}E\\&=a^{2}\left(1-e\cos E\right)^{2}\\\end{aligned}}}
Do đó khoảng cách từ tiêu điểm chính tới điểm P có liên hệ sau với dị thường tâm sai
{\displaystyle r=a\left(1-e\cos {E}\right)\ .}
Từ kết quả này có thể suy ra dị thường tâm sai từ dị thường thực:

### Liên hệ với dị thường thực
Dị thường thực là góc ký hiệu bởi f trên hình, có đỉnh tại tiêu điểm chính của elip. Đôi khi nó còn được ký hiệu bởi chữ θ hay v. Dị thường thực và dị thường tâm sai có liên hệ như sau.
Sử dụng công thức tính r trên, sin và cosin của E có thể được tính theo f :
{\displaystyle {\begin{aligned}\cos E&={\frac {\,x\,}{a}}={\frac {\,ae+r\cos f\,}{a}}=e+(1-e\cos E)\cos f\\\Rightarrow \cos E&={\frac {\,e+\cos f\,}{1+e\cos f}}\\\sin E&={\sqrt {\,1-\cos ^{2}E\;}}={\frac {\,{\sqrt {\,1-e^{2}\;}}\,\sin f\,}{1+e\cos f}}~.\end{aligned}}}
Suy ra,
{\displaystyle \tan E={\frac {\,\sin E\,}{\cos E}}={\frac {\,{\sqrt {\,1-e^{2}\;}}\,\sin f\,}{e+\cos f}}~.}
Góc E do đó là cạnh kề của một tam giác vuông với cạnh huyền {\displaystyle \;1+e\cos f\;,} cạnh kề {\displaystyle \;e+\cos f\;,} và cạnh đối {\displaystyle \;{\sqrt {\,1-e^{2}\;}}\,\sin f\;.}
Ngoài ra,
{\displaystyle \tan {\frac {\,f\,}{2}}={\sqrt {{\frac {\,1+e\,}{1-e}}\,}}\,\tan {\frac {\,E\,}{2}}}
thế cos E tìm được ở trên vào biểu thức tính r, khoảng cách từ tiêu điểm tới điểm P, cũng có thể được biểu diễn theo dị thường thực:
{\displaystyle r={\frac {a\left(\,1-e^{2}\,\right)}{\,1+e\cos f\,}}={\frac {p}{\,1+e\cos f\,}}\,}
trong đó
{\displaystyle \,p\equiv a\left(\,1-e^{2}\,\right)}
được gọi là "bán trục bên" trong hình học cổ điển.

#### Tính dị thường thực
Nếu biết dị thường tâm sai có thể suy ngược ra dị thường thực f bằng các công thức:
{\displaystyle {\begin{aligned}\cos {f}&={{\cos {E}-e} \over {1-e\cos {E}}}\\[4pt]\sin {f}&={{{\sqrt {1-e^{2}\,}}\sin {E}} \over {1-e\cos {E}}}\\[4pt]\tan {f}={{\sin {f}} \over {\cos {f}}}&={{{\sqrt {1-e^{2}\,}}\sin {E}} \over {\cos {E}-e}}\end{aligned}}}
Dị thường thực có thể được suy ngược ra từ công thức tan:
{\displaystyle {\displaystyle \tan {\frac {\,f\,}{2}}={\sqrt {{\frac {\,1+e\,}{1-e}}\,}}\,\tan {\frac {\,E\,}{2}}}}
{\displaystyle \Rightarrow f=2\ \operatorname {arctan} \left(\,{\sqrt {{1+e\,} \over {1-e\,}}}\tan {E \over 2}\,\right)}
Ngoài ra, một dạng khác của phương trình này có thể được sử dụng để tránh khó khăn trong tính toán số khi đối số gần {\displaystyle \pm \pi } và tránh các vấn đề về dấu.
{\displaystyle \tan {{\frac {1}{2}}(f-E)}={\frac {\beta \sin {E}}{1-\beta \cos {E}}}} với {\displaystyle \beta ={\frac {e}{1+{\sqrt {1-e^{2}}}}}}
do đó
{\displaystyle f=E+2\operatorname {arctan} \left(\,{\frac {\beta \sin {E}}{1-\beta \cos {E}}}\,\right)}

### Từ dị thường trung bình
Dị thường tâm sai E được liên hệ với dị thường trung bình M bởi phương trình Kepler:
{\displaystyle M=E-e\sin E}
Phương trình này không có biểu thức nghiệm dạng đóng để suy ra E từ M. Nó có thể được giải bằng số, chẳng hạn phương pháp Newton–Raphson. Nó có thể được biểu diễn theo chuỗi Fourier
{\displaystyle E=M+2\sum _{n=1}^{\infty }{\frac {J_{n}(ne)}{n}}\sin(nM)}
trong đó {\displaystyle J_{n}(x)} là hàm Bessel loại thứ nhất.